# Associazione Calcio Legnano 1975-1976
Questa voce raccoglie le informazioni riguardanti l'Associazione Calcio Legnano nelle competizioni ufficiali della stagione 1975-1976.

## Stagione

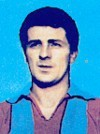
Angelo Pereni, al Legnano dal 1960 al 1963 e dal 1975 al 1976

Anche in questa stagione la società continua ad essere retta da un commissario straordinario, Rolando Landoni, dato che non si trovano nuovi acquirenti interessati all'acquisto del Legnano. Con i pochi mezzi a disposizione, viene comunque tentata la promozione in Serie C. Sul fronte cessioni, vengono venduti i difensori Roberto Cazzani e Oscar Lesca e il centrocampista Sergio Robbiati. Rientrano dal prestito alle società che ne detenevano il cartellino i centrocampisti Giovanni Rossignoli e Domenico Parola e gli attaccanti Paolo Aschettino e Stefano Luterani. Tra gli acquisti, quello più importante è il ritorno del centrocampista Angelo Pereni.
Nella stagione 1975-1976 il Legnano disputa il girone B della Serie D classificandosi al 4º posto con 38 punti, a sei lunghezze dal Pergocrema capolista e promosso in Serie C. Questo campionato è caratterizzato da alcune difficoltà del Legnano a battere squadre più deboli sulla carta, che sono però estremamente motivate a fermare almeno con un pareggio i più blasonati Lilla. Nel complesso, considerando le aspettative iniziali, è un campionato mediocre, soprattutto fuori casa. Degno di nota è il risultato ottenuto da Danilo Regonesi, che alla fine del campionato conquista il titolo di capocannoniere del girone. In Coppa Italia Semiprofessionisti, i Lilla si classificano al terzo ed ultimo posto del girone 6 della fase eliminatoria, che non permette al Legnano di qualificarsi ai sedicesimi di finale.

## Divise
| Casa |

## Organigramma societario
Area direttiva
- Presidente: -
- Commissario straordinario: Rolando Landoni

Area tecnica
- Allenatore: Mario Trezzi

## Rosa
Fonte:
| N. |                   | Ruolo | Calciatore        |
| -- | ----------------- | ----- | ----------------- |
|    | Italia (bandiera) | C     | Vittorio Andreis  |
|    | Italia (bandiera) | P     | Antonello Bucci   |
|    | Italia (bandiera) | A     | Romualdo Capocci  |
|    | Italia (bandiera) | D     | Alessandro Cribio |
|    | Italia (bandiera) | A     | Giorgio Guarnieri |
|    | Italia (bandiera) | D     | Renato Oteri      |
|    | Italia (bandiera) | C     | Angelo Pereni     |
|    | Italia (bandiera) | p     | Gianni Piaceri    |
|    | Italia (bandiera) | D     | Massimo Pini      |

| N. |                   | Ruolo | Calciatore           |
| -- | ----------------- | ----- | -------------------- |
|    | Italia (bandiera) | A     | Danilo Regonesi      |
|    | Italia (bandiera) | C     | Antonio Ribello      |
|    | Italia (bandiera) | D     | Riccardo Talarini    |
|    | Italia (bandiera) | C     | Cesare Terreni       |
|    | Italia (bandiera) | D     | Ettorino Valentini   |
|    | Italia (bandiera) | C     | Gioacchino Vallacchi |
|    | Italia (bandiera) | C     | Giovanni Xotta       |
|    | Italia (bandiera) | C     | Osvaldo Zanni        |

## Risultati

### Serie D (girone B)

#### Girone d'andata
| Legnano 21 settembre 1975 1ª giornata | Legnano         | 0 – 0 | Cantù | Stadio Comunale\| Arbitro: \| Vago (Chiavari) \| |
| Arbitro:                              | Vago (Chiavari) |       |       |                                                  |

| Arbitro: | Gaggero (Genova) |

|                         |           |               |
| Lodigiani 8’ Pedona 73’ | Marcatori | 34’ Guarnieri |

| Arbitro: | Sandri (Bologna) |

|                               |           |                  |
| Regonesi 39’, 58’, 79’ (rig.) | Marcatori | 72’ (rig.) Biggi |

| Biassono 12 ottobre 1975 4ª giornata | Biassono      | 0 – 0 | Legnano | Stadio Parco\| Arbitro: \| Testa (Prato) \| |
| Arbitro:                             | Testa (Prato) |       |         |                                             |

| Arbitro: | Valente (Monfalcone) |

|              |           |  |
| Regonesi 65’ | Marcatori |  |

| Arbitro: | Sguizzato (Verona) |

|               |           |  |
| Mazzoleri 60’ | Marcatori |  |

| Arbitro: | Alessio (Torino) |

|           |           |  |
| Zanni 43’ | Marcatori |  |

| Arbitro: | Lorenzetti (Macerata) |

|                        |           |               |
| Arisi 53’ Fracasso 60’ | Marcatori | 30’ Guarnieri |

| Legnano 16 novembre 1975 9ª giornata | Legnano        | 0 – 0 | Fanfulla | Stadio Comunale\| Arbitro: \| Lodi (Bologna) \| |
| Arbitro:                             | Lodi (Bologna) |       |          |                                                 |

| Arbitro: | Dalla Valle (Vicenza) |

|  |           |              |
|  | Marcatori | 30’ Regonesi |

| Arbitro: | Papponetti (Pescara) |

|             |           |               |
| Arienti 15’ | Marcatori | 44’ Guarnieri |

| Arbitro: | Angelelli (Terni) |

|                     |           |  |
| Regonesi 84’ (rig.) | Marcatori |  |

| Arbitro: | Graziani (Vicenza) |

|                   |           |           |
| Acerbi 68’ (aut.) | Marcatori | 48’ Zerbi |

| Arbitro: | Rodomonte (Teramo) |

|            |           |  |
| Buglio 26’ | Marcatori |  |

| Arbitro: | Ongaro (Rovigo) |

|            |           |  |
| Pereni 81’ | Marcatori |  |

| Arbitro: | Cellerino (Alessandria) |

|  |           |             |
|  | Marcatori | 54’ Capocci |

| Arbitro: | Gaio (Venezia) |

|                     |           |                      |
| Regonesi 28’ (rig.) | Marcatori | 44’ (rig.) Barbuconi |

#### Girone di ritorno
| Arbitro: | Iorio (Latina) |

|               |           |  |
| Ripamonti 53’ | Marcatori |  |

| Arbitro: | Pinza (Forlì) |

|                     |           |  |
| Regonesi 80’ (rig.) | Marcatori |  |

| Arbitro: | Damiani (Piceno) |

|                         |           |                          |
| Giustacchini 37’ (rig.) | Marcatori | 48’ (rig.), 64’ Regonesi |

| Arbitro: | Malfettani (Novi Ligure) |

|                   |           |  |
| Regonesi 24’, 81’ | Marcatori |  |

| Arbitro: | Viterbo (Ivrea) |

|             |           |  |
| Lussana 60’ | Marcatori |  |

| Arbitro: | Stocco (Mestre) |

|              |           |            |
| Regonesi 16’ | Marcatori | 33’ Bedani |

| Arbitro: | Campiglio (Belluno) |

|           |           |  |
| Alban 28’ | Marcatori |  |

| Arbitro: | Zanari (Novara) |

|                       |           |             |
| Xotta 76’ Andreis 86’ | Marcatori | 25’ Perotti |

| Arbitro: | Ongaro (Rovigo) |

|                    |           |              |
| Venturi 90’ (rig.) | Marcatori | 60’ Regonesi |

| Arbitro: | Meschini (Perugia) |

|                     |           |  |
| Regonesi 25’ (rig.) | Marcatori |  |

| Arbitro: | Gollini (Bologna) |

|              |           |                           |
| Vallacchi 8’ | Marcatori | 3’ Lazzaroni 90’ Marchese |

| Arbitro: | Sarti (Modena) |

|               |           |  |
| Fortunato 40’ | Marcatori |  |

| Treviglio 2 maggio 1976 30ª giornata | Trevigliese       | 0 – 0 | Legnano | Stadio Mario Zanconti\| Arbitro: \| Tatangelo (Terni) \| |
| Arbitro:                             | Tatangelo (Terni) |       |         |                                                          |

| Legnano 9 maggio 1976 31ª giornata | Legnano          | 0 – 0 | Milanese Libertas 1920 | Stadio Comunale\| Arbitro: \| Robutti (Savona) \| |
| Arbitro:                           | Robutti (Savona) |       |                        |                                                   |

| Arbitro: | Perosino (Asti) |

|                |           |              |
| Bosin 17’, 22’ | Marcatori | 52’ Regonesi |

| Arbitro: | Sanna (Sassari) |

|                                              |           |  |
| Guarnieri 8’ Regonesi 58’, 88’ Vallacchi 82’ | Marcatori |  |

| Arbitro: | Tomat (Cervignano del Friuli) |

|            |           |                    |
| Vendri 70’ | Marcatori | 35’, 85’ Guarnieri |

### Coppa Italia Semiprofessionisti (girone 6)

#### Girone d'andata
| Arbitro: | Giaffreda (Roma) |

|             |           |                             |
| Capocci 61’ | Marcatori | 74’, 88’ (rig.) Sanseverino |

| 27 agosto 1975 2ª giornata |  | – Riposo |  |  |

| Arbitro: | Perosino (Asti) |

|                    |           |             |
| Guarnieri 75’, 78’ | Marcatori | Bracchi 66’ |

#### Girone di ritorno
| Arbitro: | Casella (Voghera) |

|                          |           |  |
| Buriani 10’ Peressin 62’ | Marcatori |  |

| 7 settembre 1975 5ª giornata |  | – Riposo |  |  |

| Arbitro: | Stillacci (Torino) |

|                            |           |  |
| Speggiorin 20’ Bracchi 90’ | Marcatori |  |

## Statistiche

### Statistiche di squadra
| Competizione                    | Punti | In casa | In casa | In casa | In casa | In casa | In casa | In trasferta | In trasferta | In trasferta | In trasferta | In trasferta | In trasferta | Totale | Totale | Totale | Totale | Totale | Totale | DR  |
| Competizione                    | Punti | G       | V       | N       | P       | Gf      | Gs      | G            | V            | N            | P            | Gf           | Gs           | G      | V      | N      | P      | Gf     | Gs     | DR  |
| ------------------------------- | ----- | ------- | ------- | ------- | ------- | ------- | ------- | ------------ | ------------ | ------------ | ------------ | ------------ | ------------ | ------ | ------ | ------ | ------ | ------ | ------ | --- |
| Serie D                         | 38    | .       | .       | .       | .       | ..      | ..      | .            | .            | .            | .            | ..           | ..           | 34     | 14     | 10     | 10     | 32     | 23     | +9  |
| Coppa Italia Semiprofessionisti | 2     | .       | .       | .       | .       | ..      | ..      | .            | .            | .            | .            | ..           | ..           | 4      | 1      | 0      | 3      | 3      | 8      | -5  |
| Totale                          |       | .       | .       | .       | .       | ..      | ..      | .            | .            | .            | .            | ..           | ..           | ..     | ..     | .      | .      | ..     | ..     | +.. |

|}

### Statistiche dei giocatori
| Giocatore    | Serie D  | Serie D | Coppa Italia Semipro | Coppa Italia Semipro | Totale   | Totale |
| Giocatore    | Presenze | Reti    | Presenze             | Reti                 | Presenze | Reti   |
| ------------ | -------- | ------- | -------------------- | -------------------- | -------- | ------ |
| G. Andreis   | 12       | 1       | 0                    | 0                    | 12       | 1      |
| L. Bucci     | 13       | 0       | 0                    | 0                    | 13       | 0      |
| R. Capocci   | 32       | 1       | 0                    | 0                    | 32       | 1      |
| A. Cribio    | 17       | 0       | 0                    | 0                    | 17       | 0      |
| G. Guarnieri | 26       | 6       | 0                    | 0                    | 26       | 6      |
| R. Oteri     | 24       | 0       | 0                    | 0                    | 24       | 0      |
| A. Pereni    | 22       | 1       | 0                    | 0                    | 22       | 1      |
| G. Piaceri   | 24       | 0       | 0                    | 0                    | 24       | 0      |
| P. Pini      | 16       | 0       | 0                    | 0                    | 16       | 0      |
| D. Regonesi  | 32       | 18      | 0                    | 0                    | 32       | 18     |
| A. Ribello   | 22       | 0       | 0                    | 0                    | 22       | 0      |
| R. Talarini  | 29       | 0       | 0                    | 0                    | 29       | 0      |
| C. Terreni   | 1        | 0       | 0                    | 0                    | 1        | 0      |
| E. Valentini | 20       | 0       | 0                    | 0                    | 20       | 0      |
| G. Vallacchi | 32       | 2       | 0                    | 0                    | 32       | 2      |
| G. Xotta     | 30       | 1       | 0                    | 0                    | 30       | 1      |
| Zanni        | 32       | 1       | 0                    | 0                    | 32       | 1      |